# مصطفى الأول

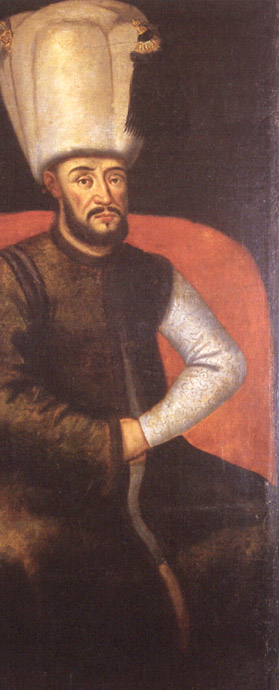
مصطفى الأول

مصطفى الأول  بن محمد الثالث بن مراد الثالث بن سليم الثاني بن سليمان القانوني   بن سليم الأول بن بايزيد الثاني بن محمد الفاتح بن مراد الثاني بن محمد الأول جلبي بن بايزيد الأول بن مراد الأول بن أورخان غازي بن عثمان بن أرطغرل (1591م - 20 يناير 1639م). وهو السلطان الخامس عشر والسابع عشر العثمانى وتولى حكم الدولة العثمانية مرتيين الأولى (1617-1618) والثانية (1622 - 1623).
لم يقم أخوه السلطان أحمد الأول بإعدامه عند توليه الحكم كما فعل أسلافه وسمح له ولأمه بالعيش في السراي القديم. ونتيجة لتغيير أحمد لقانون الوراثة بحيث يكون أكبر أفراد السلالة العثمانية سناً هو الأحق بالعرش؛ فقد فتح هذا الباب لمصطفى لتولي السلطنة بدلاً من أبناء أخيه لأول مرة في تاريخ الدولة.
شاء القدر للسلطان انه لم ينجب اولاد بل انجب بنتين و قد خصص جناح خاص له في قصر توبكابي تكريما له كسلطان سابق و كان معروفا عنه خفة عقله و وقد توفي بمرض الصرع

## سلطنته الأولى
تسببت وفاة السلطان أحمد في معضلة لم تشهدها الإمبراطورية العثمانية. وكان العديد من الأمراء مؤهلين للوصول إلى العرش وجميعهم عاشوا في قصر توبكابي.
ولكن قرار السلطان أحمد بعدم قتل أخيه مصطفى وتركه ليعيش، جعل لأول مرة عرش الدولة ينتقل من الأخ إلى الأخ بدلاً من انتقاله من الأب إلى الابن.
جلس السلطان مصطفى بعد وفاة أخيه السلطان أحمد الأول على العرش لمدة 3 أشهر فقط، ولأنه كان مختلا غير قادر على إدارة شؤون الدولة فقد اتفق العلماء على عزله وتنصيب ابن أخيه عثمان الثاني.

## سلطنته الثانية
بعد عزل السلطان عثمان وإعدامه من قبل الانكشارية، جرى إعادة تعيين مصطفى سلطاناً مرة أخرى. كانت الانكشارية تقف وراء ذلك لسببين: الأول أن تطمئن أن الدولة بيد سلطان ضعيف مما يتيح لها تحقيق مآربها والسيطرة على الدولة. والثاني أنها تعلم بجنونه فما يلبث أن يعزله العلماء ويعينوا سلطاناً آخر وبذلك يتحقق لهم الحصول على إكراميتي جلوس التي يعطيها كل سلطان عند تولي الحكم للجيش.
بقي السلطان مصطفى في الحكم هذه المرة ما يقارب السنة و 4 أشهر وكان لا يزال مختلاً. كان يسير في ردهات القصر ينادي ابن أخيه المقتول عثمان ويندبه. لم يكن العلماء راضين على بقائه خصوصاً وأن والدته عالمة سلطان كانت هي التي تدير البلاد من وراء الستار، بالإضافة لقيام كوسم سلطان والدة ولي العهد مراد الرابع بتحريض الباشوات على عزله وتولية ابنها. تم عزل السلطان مصطفى بعد وعد لأمه بإبقائه حياً، حيث أقيم بجناح مخصص له في قصر طوب كابي حتى وفاته 1639م.